# 乌苏特高勒
乌苏特高勒也作乌素图高勒、乌苏图高勒、乌苏特郭勒，位于中國内蒙古自治区乌兰察布市四子王旗西北部的一条河流，系包头市达尔罕茂明安联合旗东北部腾格尔诺尔大水时汇入四子王旗境内的查干淖尔的水道，起自四子王旗巴音敖包苏木额吉尔图西南腾格尔诺尔东北岸，向北偏西流，经登店吾素、店吾素、五间房、乌花呼舒、花哈少、包日呼舒、包儿胡秀、哈日哈达、哈沙图、乌苏太高勒、达来嘎查等地，于木哈尔西南转东流，至赛格肖转东北流，最后于内马代东南汇入查干淖尔。河长54.4千米，流域面积2790.10平方千米，河道平均比降2.15‰。